# Papendorf
Papendorf es un municipio situado en el distrito de Rostock, en el estado federado de Mecklemburgo-Pomerania Occidental (Alemania), a una altitud de 10 metros. Su población a finales de 2022 era de 2525 habs. y su densidad poblacional, 112 hab/km².
Se encuentra ubicado al sur de la frontera con la ciudad autónoma de Rostock.